# イシュタル (ダンディ)
交響変奏曲『イシュタル（イスタール）』（仏：Istar, Variations symphoniques ）作品42はヴァンサン・ダンディが1896年に作曲した管弦楽曲。演奏時間は約15分。

## 概要
古代メソポタミアで広く崇拝された豊饒、性愛、戦争の女神イシュタルが冥界へと下る様を音楽化した作品。標題は付されているが、音楽は標題を写実的に描写したものにはなっておらず、変奏毎に気分の変化を表すに留まっている。イシュタルを表す主題と10の変奏から構成される。
作曲者による四手連弾用編曲が残されている。

## 初演
1897年1月10日、ベルギーのブリュッセルでウジェーヌ・イザイの指揮により初演。1912年にバレエ化され、1924年にはオペラ座でも上演された。

## 編成
- 木管楽器

ピッコロ、フルート2、オーボエ2、コーラングレ、クラリネット2、バス・クラリネット、ファゴット3
- 金管楽器

ホルン4、トランペット3、トロンボーン3、チューバ
- 打楽器

ティンパニ、トライアングル、シンバル
- ハープ2
- 弦楽器

弦五部

## 構成
標題
罪の娘イシュタルは冥界へと下る。エレシュキガルの7つの門を超え、未だ還る者のない国へと下りていく。
第1の門の門番は彼女の王冠を取り去った。
第2の門の門番は彼女の耳飾りを取り去った。
第3の門の門番は彼女の首飾りを取り去った。
第4の門の門番は彼女の胸飾りを取り去った。
第5の門の門番は彼女の腰帯を取り去った。
第6の門の門番は彼女の腕環、足環を取り去った。
第7の門の門番は彼女の衣を取り去った。
罪の娘イシュタルはなおも前へ進む。
生の水を注ぎ、若き恋人を蘇らせた。
主題
静かなホルンの序奏により始まる。続いてヴィオラ、クラリネットに東洋的なイシュタルの主題が登場、楽器を変えながらしばらく演奏される。木管の下降旋律がイシュタルの冥界下りの開始を表し、もう一度イシュタルの主題を繰り返す。
第1変奏
ヴァイオリン･ソロにより開始される。
第2変奏
木管楽器に主題が登場する。
第3変奏
コーラングレにより開始される。
第4変奏
変拍子で生き生きと奏される。
第5変奏
気分は落ち着き、低弦で三拍子の変奏が奏される。
第6変奏
全体のクライマックスが形成される。
第7変奏
弦楽器を主体に奏される。
第8変奏
フルートにより開始される。
第9変奏
全管弦楽により斉奏される。
第10変奏
前の変奏で登場したメロディの和声化。コーダでもう一度イシュタルの主題を奏し、静かに終わる。